# Standbeeld van Europa

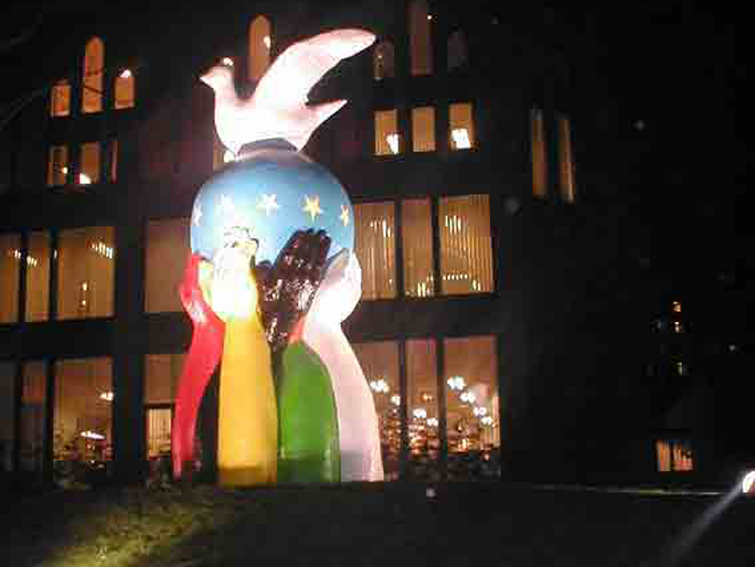
Standbeeld van Europa

Het Standbeeld van Europa - "Unity in Peace" is een standbeeld in het centrum van de Europese wijk in Brussel.
Het is een monumentaal werk gewijd aan Europa en werd aangeboden aan de Europese Commissie door de Franse beeldhouwer  Bernard Romain. Het werd in de Leopoldswijk geplaatst, op het kruispunt van volkeren en culturen dat Brussel is. Het werd ingehuldigd op 9 december 2003 ter gelegenheid van het jaar 2003 dat gewijd was aan mindervalide mensen alsook aan de historische uitbreiding van de Unie.
Dit werk draagt een universele boodschap in zich van broederschap, verdraagzaamheid en hoop. Het beeld van Europa - 'Unity in Peace' - werd gebeeldhouwd, gepolijst en geschilderd door slechtziende kinderen van verschillende culturen onder begeleiding van Bernard Romain.

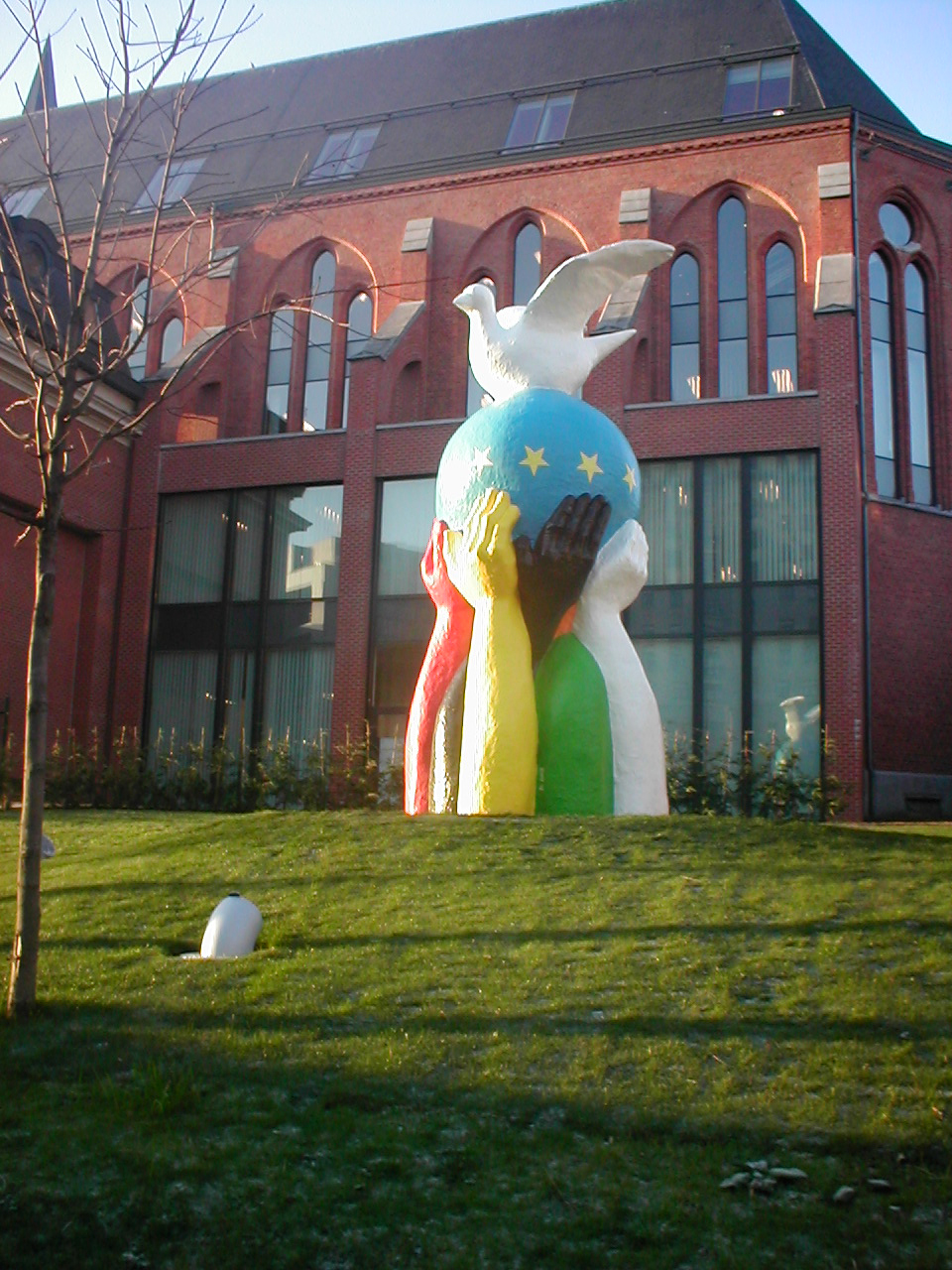
Standbeeld van Europa - "Unity in Peace"